# Pierwsza mowa przeciw Afobosowi
Pierwsza mowa przeciw Afobosowi stgr. κατὰ Ἀφόβου Ἐπιτροπῆς Α – pierwsza chronologicznie mowa Demostenesa, wygłoszona w 362 roku p.n.e. 
Demostenes został osierocony przez ojca w wieku lat siedmiu. Nim oraz jego matką i siostrą – według pozostawionego testamentu – opiekować mieli się bratankowie ojca Afobos i Demofont oraz przyjaciel ojca Terippides. Powierzony im majątek winni wydać Demostenesowi, gdy ten ukończy osiemnaście lat. Demostenes otrzymał jednak jedynie część spodziewanego dziedzictwa. Zamiast dobytku szacowanego na 14 talentów (według Romualda Turasiewicza wartość ta jest umowna) opiekunowie przekazali młodzieńcowi dom, 14 niewolników i 30 min srebra, co opiewało na łączną wartość 1 i 1/6 talenta. Demostenes wniósł oskarżenie do sądu, proces nie odbył się jednak natychmiast z uwagi na efebię, którą musiał odbyć, tak jak każdy obywatel w jego wieku. Po zakończeniu służby Demostenesa mogło już dojść do rozprawy, odbyła się ona w 362 roku p.n.e.
Jako strona wnosząca skargę, Demostenes wygłosił I mowę przeciw Afobosowi. W odpowiedzi na oskarżenia swoją mowę wygłosił Afobos, po czym ponownie do głosu doszedł Demostenes z Drugą mową przeciw Afobosowi. Proces zakończył się zwycięstwem Demostenesa, na Afobosa nałożono nakaz zwrotu zatrzymanego mienia. Nie podporządkował się on jednak od razu decyzjom dikasterionu i sprawa była kontynuowana w kolejnych rozprawach. Dalszy ciąg wydarzeń przedstawiają: mowa Przeciw Afobosowi o fałszywe zeznania, Pierwsza mowa przeciw Onetorowi i Druga mowa przeciw Onetorowi.